# Bistum Koper
Das Bistum Koper (lat.: Dioecesis Iustinopolitana; slowen.: Škofija Koper) ist eine in Slowenien gelegene Diözese der römisch-katholischen Kirche in Slowenien mit Sitz in Koper.

## Geschichte
Die Geschichte des Bistums Capodistria reicht bis ins 6. Jahrhundert zurück. 1828 wurde es mit Triest zum Bistum Triest und Capodistria vereinigt. Nach 1945 wurde in Koper ein Apostolischer Administrator für den nunmehr von Jugoslawien verwalteten Teil der Diözese Triest und Capodistria eingesetzt. 1977 wurde das Bistum wiederhergestellt und der Kirchenprovinz Ljubljana (Laibach) angegliedert.

## Weblinks

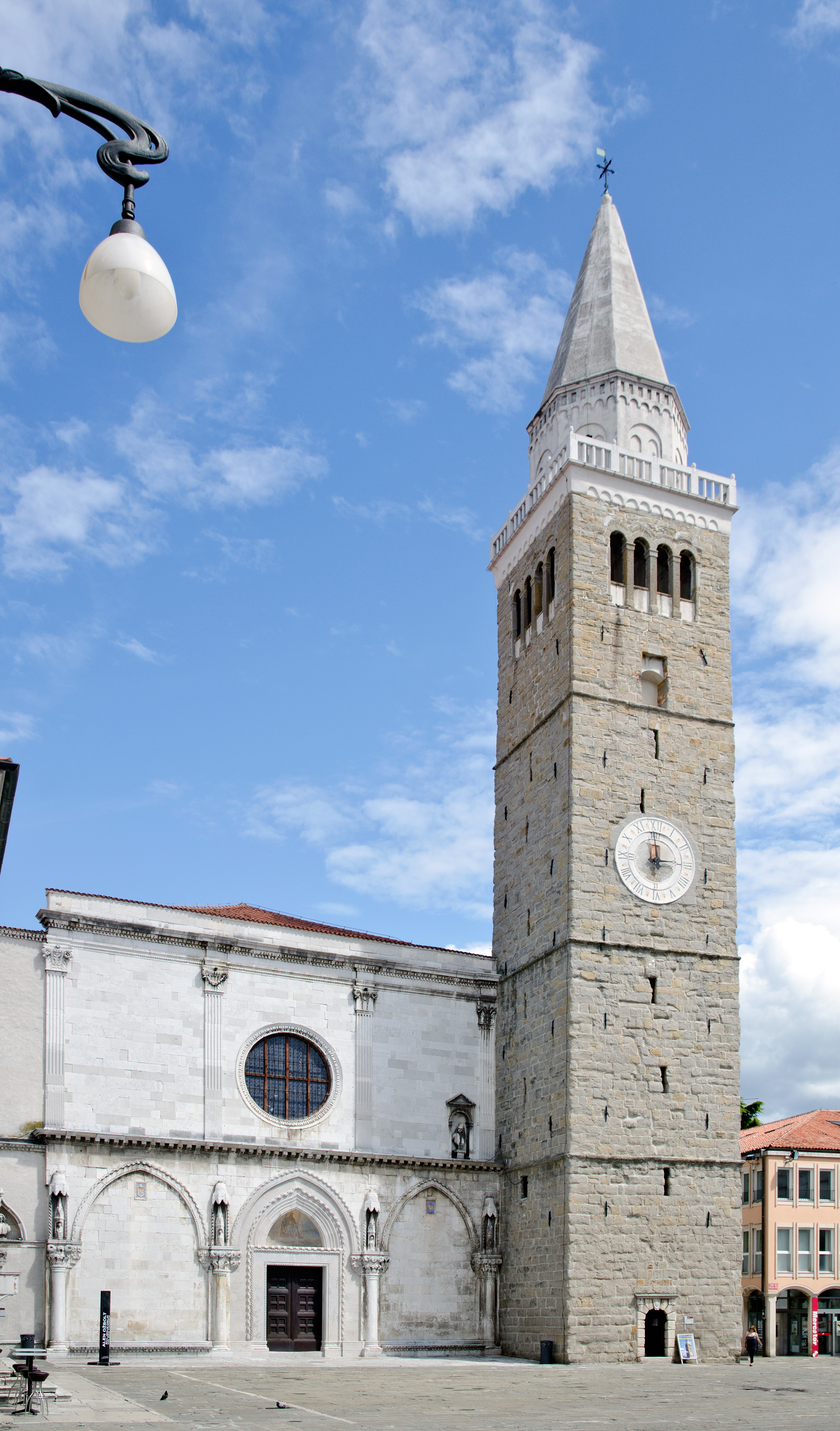
Kathedrale von Koper